# PSV Concordia Gropiusstadt
PSV Concordia Gropiusstadt was een Duitse voetbalclub uit de hoofdstad Berlijn, die van 1921 tot 1999 bestond.

## Geschiedenis
De club werd in 1921 opgericht als SV Schutzpolizei Berlin. Het volgende jaar werd de naam gewijzigd in Polizei SV Berlin. In 1926 promoveerde de club naar de hoogste klasse van de Brandenburgse voetbalbond, maar moest na één seizoen weer een stapje terugzetten. In 1929 promoveerde PSV opnieuw en werd nu gedeeld derde in groep A. Na een middelmatig seizoen degradeerde de club weer in 1931/32. In 1933 werd de competitie grondig geherstructureerd in Duitsland, al veranderde er weinig voor de clubs uit Belrijn. In 1934 promoveerde de club, ten koste van Spandauer BC, naar de Gauliga Berlin-Brandenburg, een van de zestien hoogste klassen ten tijde van het Derde Rijk. Na één seizoen moest de club echter weer een stapje terugzetten. In 1939/40 keerde de club terug naar de elite en behaalde slechts 1 punt uit tien wedstrijden. De naam werd gewijzigd in SG Ordnungspolizei en promoveerde weer na één seizoen en werd vijfde. Het volgende seizoen werd de voorlaatste plaats behaald. De club keerde nog terug voor het laatste seizoen voor het einde van de Tweede Wereldoorlog, dat echter niet voltooid werd.
Na de oorlog werd de club ontbonden en pas heropgericht in 1949 als Polizei Grün-Weiß Berlin, maar werd in 1950 weer ontbonden. In 1952 werd de club opnieuw nieuw leven ingeblazen onder de historische naam Polizei SV Berlin. De club speelde in de Amateurliga Berlin, de tweede klasse en werd in 1960 kampioen. De club verzaakte aan promotie, waardoor Berliner FC Südring kon promoveren. Vanaf 1963 was de Amateurliga de derde klasse. In 1977 degradeerde de club uit de Amateurliga.
In 1991 trad de voetbalafdeling uit de sportclub en fuseerde met 1. FC Concordia Gropiusstadt-Buckow en nam de naam PSV Concordia Gropiusstadt aan. In 1999 fuseerde de club met VfB Britz en werd zo VfB Concordia Britz.